# أفلا يسن
أفلا يسن هي قرية أمازيغية جبلية مغربية وسط المملكة. تنتمي أفلا يسن لإقليم شيشاوة. تضم هذه القرية 7.961 نسمة (إحصاء 2004).

## دواوير الجماعة
- دوار افلايزداتن ايت بخاير
- دوار تادارت ايت بخاير
- دوار اخفركا ايت بخاير
- دوار انمرا أيت بخاير
- دوار اكني ايت بخاير
- دوار تزكي اوفلا ايت بخاير
- تزكي اوزدار ايت بخاير
- دوار اكرض ايت بخاير
- دوار تفريت
- دوار تسغيت
- دوار تابيا
- دوار ايت علا
- دوار واندغيغ
- دوار بيسوفا
- دوار ووشانن
- دوار بيزغران
- دوار المساريح
- دوار تشكوين
- دوار تلعينت
- دوار امزيلن
- دوار وانلاخت